# 小行星9460
小行星9460（英語：9460 McGlynn）是一颗围绕太阳公转的小行星。1998年4月29日，近地小行星追踪在茂宜岛发现了此天体。
这颗小行星的绝对星等为350.09098等。